# Mèo Suphalak
Mèo Suphalak (tiếng Thái: แมว ศุภ ลักษณ์, แมว ทองแดง, RTGS: Suphalak, Thong Daeng) là một giống mèo có màu nâu đỏ và màu đồng của đất, có bộ lông ngắn và nguồn gốc từ Thái Lan. Suphalak là một giống mèo tự nhiên và không nên nhầm lẫn với mèo Miến Điện, một giống mèo được thành lập ở Hoa Kỳ và châu Âu thể hiện gen màu sắc Miến Điện (cb) dẫn đến một vài mảng lông tối màu trên các bộ phận như tai, chân và đuôi cũng như xuất hiện các mảng lông tối màu như một chiếc mặt nạ trên mặt mèo. Mèo Suphalak đã được mô tả bằng văn bản và hình ảnh, xuất hiện lần đầu trong các bản chép tay cổ của Thái Lan (được viết bởi các nhà sư Phật giáo) hơn 300 năm trước được gọi là Tamra Maew.

## Hành vi
Giống như các giống mèo khác có nguồn gốc từ Thái Lan, Suphalak có đặc điểm đặc biệt là luôn thu hút ánh nhìn của mọi người. Chúng thông minh, trìu mến và vui tươi, thường có nhiều tính cách và đặc điểm của giống chó. Chúng cởi mở, năng động, vui tươi và không thích bị bỏ lại một mình hoặc bị lờ đi.

## Các vấn đề sức khỏe
Hiện tại không có vấn đề sức khỏe nào được biết đến ở giống mèo Suphalak vì nó là một giống mới phát triển. Tuy nhiên, giống mèo này dễ bị các bệnh di truyền phổ biến, không cần thuộc một giống mèo cụ thể và có tầm ảnh hưởng đến tất cả mèo nhà.